# Kim Wilde
Kim Wilde, geboren als Kim Smith (Chiswick, 18 november 1960), is een Brits zangeres. Ze debuteerde in 1981 met het new-wave-nummer Kids in America, een top 10-hit in Nederland en nummer 2 in Engeland. In 1987 haalde ze de nummer 1 in Amerika met haar versie van The Supremes' You Keep Me Hangin' On.
Wildes carrière was onvoorspelbaar, met veel pieken en dalen. Tussen 1998 en 2005 was ze voornamelijk bekend als tuinierster in Engeland. In 2006 keerde ze met redelijk succes terug als soloartiest, na haar eerste nummer 1-hit in Nederland in 2003 samen met Nena.

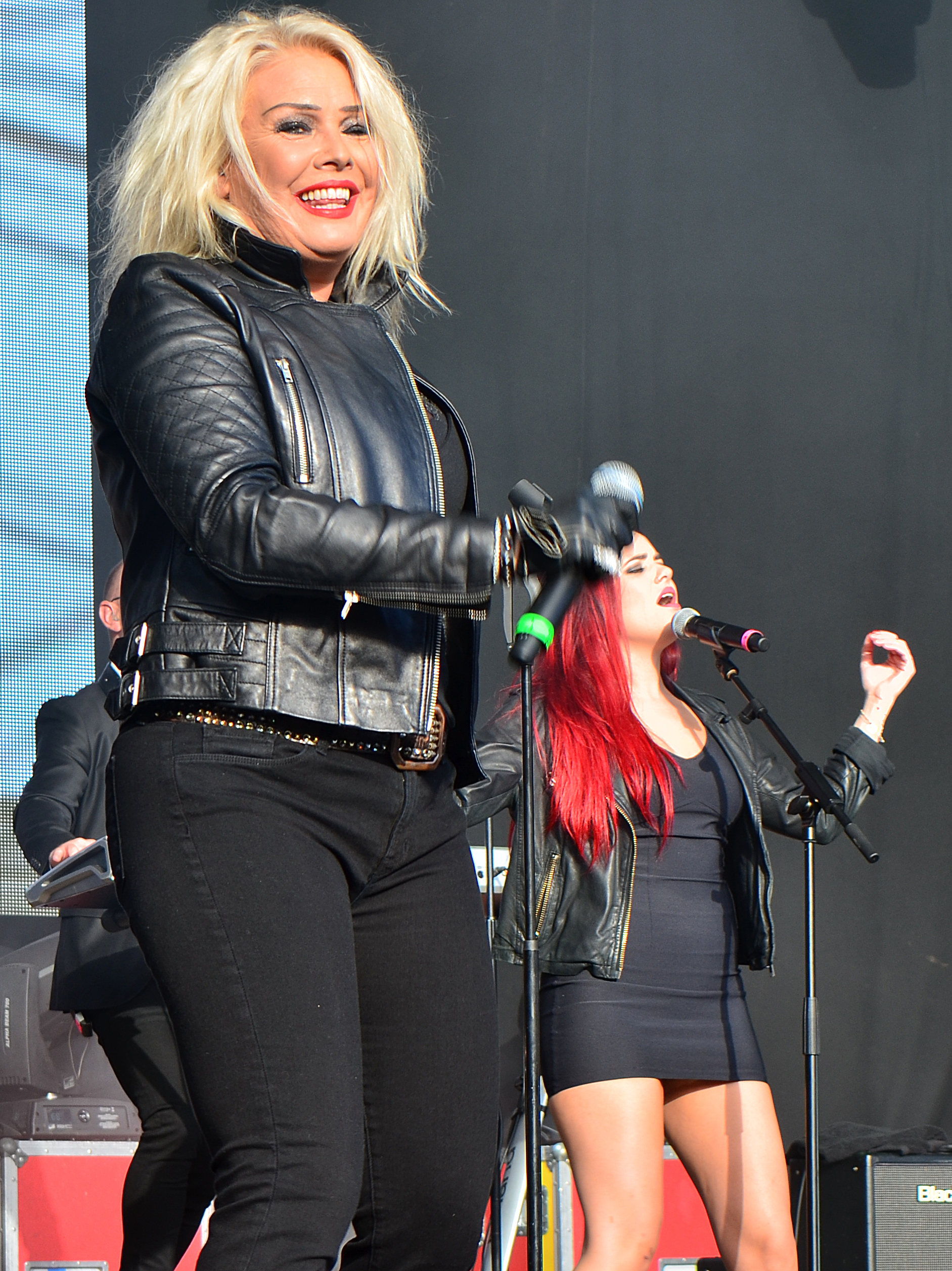
Kim Wilde in 2014

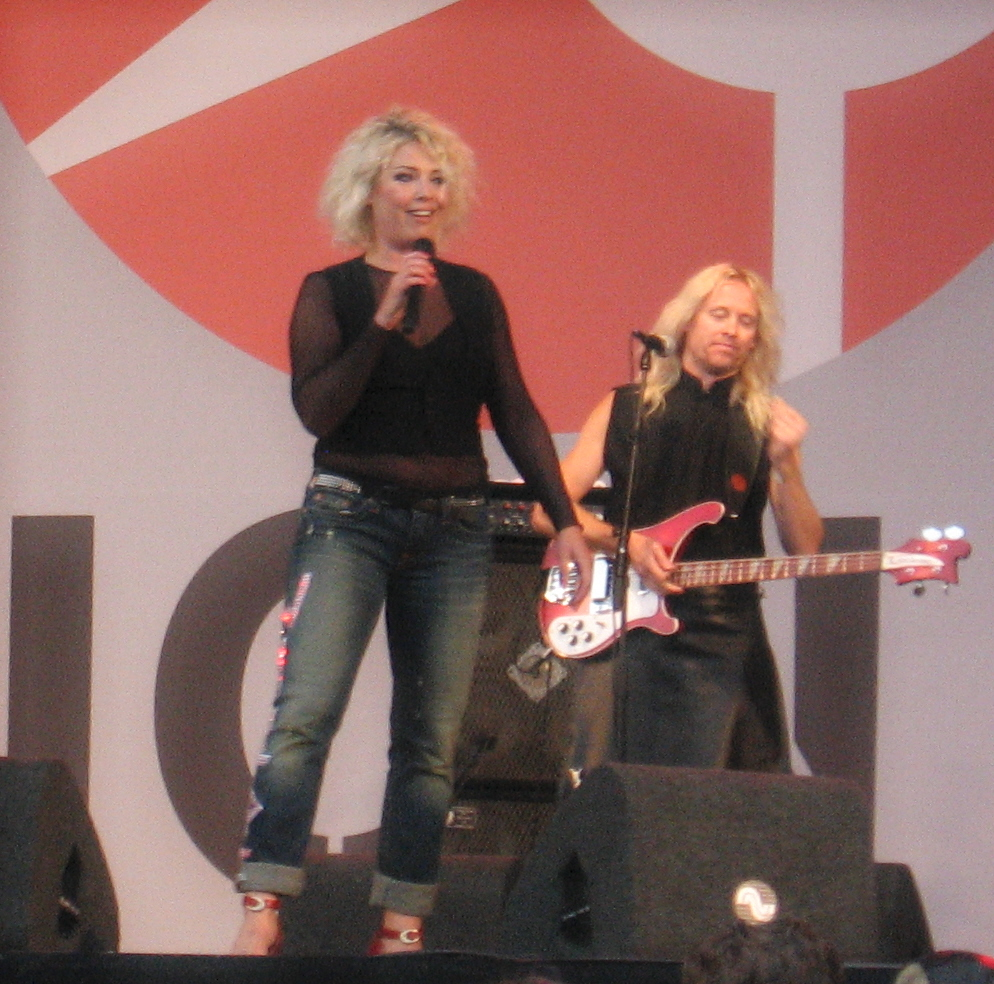
Kim Wilde met bassist Nick Beggs

## Biografie
Kim Wilde werd in Chiswick, wat tegenwoordig een district van Londen is, geboren als eerste kind van Marty Wilde, bekend rock-'n-roll-zanger in de jaren 50 en Joyce Baker, die deel uitmaakte van de Vernons Girls.
Als kind ging Kim naar de Oakfield Preparatory School in Dulwich. Ze verhuisde met haar familie naar het graafschap Hertfordshire toen ze negen jaar oud was. Daar ging ze naar de Presdales School in Ware. Haar opleiding volgde ze aan de kunstacademie in St. Albans.
Tijdens de jaren 80 had Wilde een aantal relaties. Eerst werd ze de vriendin van saxofonist Gary Barnacle. In 1988 kreeg ze een relatie met Calvin Hayes van de band Johnny Hates Jazz. In 1993 had Kim een kortstondige relatie met tv-presentator Chris Evans.
Op 1 september 1996 trouwde Kim Wilde met Hal Fowler, haar medespeler in de musical The Who's Tommy. Ze wilden zo snel mogelijk een gezin stichten.
Op 3 januari 1998 werd hun eerste zoon geboren. Twee jaar later, op 13 januari 2000, volgde een dochter.

## Carrière
Ze tekende een contract bij Mickie Mosts RAK Records in 1980 nadat ze was ontdekt als zangeres en popster tijdens het zingen van achtergrondvocalen bij een opname van haar jongere broer Ricky Wilde.
Kims eerste single, Kids in America, werd uitgebracht in januari 1981. Het was meteen een groot succes, nummer 2 in de Engelse singles-hitparade en top 5 in heel Europa. In Amerika bereikte de single een jaar later nummer 25 in de Billboard Hot 100 en aan het eind van het jaar stond het op nummer 85 in de year-end Hot 100 chart voor 1982. Het wordt wereldwijd nog altijd gezien als Kim Wildes bekendste song.
Het debuutalbum Kim Wilde werd later in 1981 uitgebracht en bracht nog twee hits voort: Chequered Love (Top 10 in Engeland, Australië en Duitsland en nummer 2 in Nederland) en Water On Glass. Het werd gevolgd in 1982 door het album Select, vol songs met synthesizers en de mid-tempo ballade Cambodia en de melodramatische tweede single View From a Bridge. In Frankrijk stond Cambodia acht weken lang op nummer 1, in Nederland behaalde het de tweede plaats.
Indertijd was er wat verbazing over Kims weigering om live op te treden. Haar eerste concerten vonden plaats in september 1982 in Denemarken. Een maand later ging ze op tournee in Engeland. In november 1983 trad ze op in Zaal Volksbelang in Mechelen.
Wilde won in 1983 de Best Female Vocalist Award tijdens de jaarlijkse uitreiking van de British Phonographic Industry Awards. Na het tegenvallende succes van Wildes single Love Blonde en haar derde album Catch As Catch Can in 1983 verliet ze RAK Records. In de zomer van 1984 tekende ze een contract met MCA Records, waarmee ze de eerste periode van haar carrière beëindigde.

### 1984-1998: MCA Records
Tot 1984 was het merendeel van haar songs geschreven door haar vader Marty en haar broer Ricki Wilde, maar Kim begon nu ook zelf te schrijven en componeren. De eerste twee zelfgeschreven songs verschenen op het album Teases & dares, dat twee kleine hits bevatte: The second time (nummer 24 in Nederland) en The Touch (nummer 20 in Nederland)
Op haar vijfde album, Another Step (1986), had Wilde een nog groter aandeel in de composities. Dit album bevatte tevens haar grootste succes met een cover van the Supremes classic You Keep Me Hangin' On. Na de hoogste plek te hebben bereikt in Australië en Canada en nummer 2 in Engeland, werd het in de zomer van 1987 een nummer 1-hit in Amerika. Daarmee werd ze de vijfde Engelse zangeres die nummer 1 werd in de US Billboard Hot 100, na Petula Clark, Lulu, Sheena Easton, and Bonnie Tyler. Pas in maart 2008 zou Leona Lewis met haar single Bleeding Love Kim opvolgen.
Wilde gaf later toe dat ze de song 'niet enorm goed kende' voordat ze het opnam.
In 1988 bracht Kim Wilde haar best verkopende album uit: Close, dat in Nederland 43 weken in de albumhitparade zou staan, met nummer 7 als hoogste positie. Er kwamen vier Top 40-hits uit voort: Hey mister Heartache, You Came, Never Trust a Stranger en Four Letter Word. De release van het album viel samen met Michael Jacksons Bad-tournee, waar zij in het voorprogramma optrad in heel Europa. Hoewel ze hem alleen ontmoette tijdens het poseren van een promotiefoto, had de mogelijkheid met hem te toeren een zeer positieve invloed op haar carrière.
Wilde bracht in 1990 het album Love Moves uit. Het album probeerde het succes van Close uit te bouwen, maar hoewel de werkwijze niet noemenswaardig was veranderd had het publiek haar alweer verlaten. Opnieuw toerde Kim in het voorprogramma van een grote ster, deze keer met David Bowie tijdens zijn Sound & Vision-tour.
Een samenwerking met Rick Nowels, songwriter voor o.a. Belinda Carlisle, resulteerde in het gitaar-georiënteerde Love Is Holy en het album Love Is (1992). In 1993 bracht ze haar eerste officiële compilatie-album uit, met als nieuwe track het dansbare If I Can't Have You, een cover van het Yvonne Elliman-nummer (geschreven door de Bee Gees voor de film Saturday Night Fever).
In 1995 bracht Kim het album Now & forever uit. De single Breakin' away bereikte slechts de tipparade, verder succes bleef uit.
Wilde sloeg een nieuwe weg in toen ze van februari 1996 tot februari 1997 optrad als Mrs. Walker in de London West End musicalproductie van Tommy. Hier ontmoette ze Hal Fowler, met wie ze op 1 september 1996 trouwde.
Wilde nam in 1997 nog een nieuw album op, maar na complicaties binnen de platenmaatschappij MCA werd het contract in 1998 ontbonden. Het album werd nooit uitgebracht.

## Tuinieren
Tijdens haar eerste zwangerschap realiseerde Wilde zich dat ze voor haar kinderen een gezonde leefomgeving wilde creëren. Ze volgde colleges aan het prestigieuze Capel Manor college om tuinbouw te studeren. Toen het Britse tv-station Channel 4 op zoek ging naar talent om een tuinprogramma te presenteren, kwamen ze uit bij Capel Manor, en bij Wilde. Ze werd aangetrokken als designer voor het programma Better Gardens. Een jaar later stapte ze over naar de BBC, waar ze twee seizoenen van Garden Invaders opnam. In 2005 deed zij voor het eerst mee aan de Royal Horticultural Society Chelsea Flower Show en won een gouden medaille en de titel 'best in show' in de categorie Courtyard Gardens. Ze brengt tevens haar eerste boek uit: Gardening with children (Collins, 2005). Dit boek wordt een jaar later, in maart 2006, uitgebracht in Nederland als Tuinieren met kinderen.
Haar tweede boek volgde in april 2006, getiteld The First-time Gardener, uitgebracht in Nederland in 2007 als Tuinieren!.

### All about Alice (2001)
Kim Wilde en David Fountain maakten de tuin 'All about Alice' voor de Tatton Flower Show die plaatsvond van 18 tot 21 juli 2001.
De tuin verbeeldde het verhaal van Alice in Wonderland. De tuin was gebouwd op twee verdiepingen, met een grote eikenboom als centrale blikvanger. De onderste verdieping toonde een gat dat steeds kleiner leek te worden, zoals het konijnenhol waar Alice haar avonturen begon.
De bovenste verdieping verbeeldde vier verhalen uit Alice' avonturen.
De tuin kreeg de 'Best Show Garden' prijs.

### The Cumbrian Fellside Garden (2005)
Kim Wilde en Richard Lucas ontwierpen en maakten 'The Cumbrian Fellside Garden' voor de RHS Chelsea Flower Show in Londen in 2005.
Deze romantische tuin uit Cumbria was geïnspireerd door het heuvellandschap van het Lake District. Een voortdurend waterstroompje wordt door een sleuf door de tuin geleid, als simpel en relaxed onderdeel. De achterzijde van de tuin was voornamelijk wild; de natuur wordt teruggedrongen in haar poging om territorium te winnen. Wilde bloemen groeien in het lange gras en in de voegen van de muren. De voorkant van de tuin is romantisch beplant met verschillende bloemen. Leisteen uit Cumbria werd gebruikt als ondergrond.
De tuin won een gouden medaille en de 'Best in show' prijs in de categorie Courtyard Gardens, plus de BBC RHS People's Award voor kleine tuinen.

## Comeback in de muziek
Maar de muziek zat haar intussen nog altijd in het bloed. Op 13 januari 2001 trad ze voor het eerst in vier jaar weer op, als gast in een lokaal liefdadigheidsconcert verzorgd door de ABBA-tributeband Fabba. Als gevolg hiervan trad ze aan het eind van 2001 op in de Here & Now Tour, een concertserie rondom de muziek van de jaren 80, samen met artiesten als Paul Young, The Human League en Howard Jones. Dit was zo'n succes dat ze dit de drie jaren daarna herhaalde. Nieuwe muziek was er ook; in 2001 nam ze een nieuwe track op (Loved) voor een compilatie-album, en die track werd onverwacht een hit in België.

### Anyplace, Anywhere, Anytime
Kim Wilde en de Duitse zangeres Nena ontmoetten elkaar toevallig op een feest in Berlijn. Nena vroeg Wilde toen het nummer Anyplace, Anywhere, Anytime samen op te nemen. Dit nummer is een tweetalige remake van de versies Irgendwie, irgendwo, irgendwann en Anyplace, Anywhere, Anytime, gezongen door Nena en uitgebracht in 1984. Het duet was een succes in Europa. Opmerkelijk genoeg is het lied niet in het Verenigd Koninkrijk uitgebracht. In Nederland en Oostenrijk heeft het duet op nummer 1 gestaan in de hitlijsten. De videoclip voor het nummer is opgenomen in Londen.
Op 8 september 2006 werd een nieuw album uitgebracht door EMI: Never say never. De eerste single verscheen kort daarvoor in Nederland: een nieuwe versie van het nummer You came. In 2007 ging ze voor het eerst sinds 1994 weer op tournee, waarbij ze ook enkele malen Nederland aandeed.

## Discografie

### Albums
| Album met eventuele hitnotering(en) in de Nederlandse Album Top 100 | Datum van verschijnen | Datum van binnenkomst | Hoogste positie | Aantal weken | Opmerkingen   |
| ------------------------------------------------------------------- | --------------------- | --------------------- | --------------- | ------------ | ------------- |
| Kim Wilde                                                           | 1981                  | 11-07-1981            | 2               | 14           |               |
| Select                                                              | 1982                  | 22-05-1982            | 5               | 12           |               |
| Catch as Catch Can                                                  | 1983                  | 12-11-1983            | 21              | 10           |               |
| Teases and Dares                                                    | 1984                  | 24-11-1984            | 31              | 5            |               |
| Another Step                                                        | 1986                  | 07-02-1987            | 52              | 5            |               |
| Close                                                               | 1988                  | 25-06-1988            | 7               | 42           |               |
| Love Moves                                                          | 1990                  | 02-06-1990            | 35              | 7            |               |
| Love Is                                                             | 1992                  | 30-05-1992            | 40              | 9            |               |
| The Singles Collection 1981-1993                                    | 1993                  | 18-09-1993            | 5               | 26           | Verzamelalbum |
| Never Say Never                                                     | 2006                  | 16-09-2006            | 32              | 8            |               |

| Album met hitnotering(en) in de Vlaamse Ultratop 200 albums | Datum van verschijnen | Datum van binnenkomst | Hoogste positie | Aantal weken | Opmerkingen |
| ----------------------------------------------------------- | --------------------- | --------------------- | --------------- | ------------ | ----------- |
| Never Say Never                                             | 2006                  | 23-09-2006            | 32              | 6            |             |
| Here Come the Aliens                                        | 2018                  | 23-03-2018            | 48              | 4            |             |
| Aliens Live                                                 | 2019                  | 24-08-2019            | 131             | 1            |             |
| Pop Don't Stop                                              | 2021                  | 14-08-2021            | 135             | 1            |             |

### Singles
| Single met eventuele hitnotering(en) in de Nederlandse Top 40 | Datum van verschijnen | Datum van binnenkomst | Hoogste positie | Aantal weken | Opmerkingen                               |
| ------------------------------------------------------------- | --------------------- | --------------------- | --------------- | ------------ | ----------------------------------------- |
| Kids in America                                               | 1981                  | 25-04-1981            | 6               | 13           | nr. 8 in de Single Top 100                |
| Chequered Love                                                | 1981                  | 20-06-1981            | 2               | 10           | nr. 2 in de Single Top 100 / Alarmschijf  |
| Cambodia                                                      | 1981                  | 26-12-1981            | 2               | 12           | nr. 5 in de Single Top 100                |
| View from a Bridge                                            | 1982                  | 17-04-1982            | 5               | 8            | nr. 7 in de Single Top 100 Alarmschijf    |
| Child Come Away                                               | 1982                  | 23-10-1982            | tip15           | -            | nr. 47 in de Single Top 100               |
| Love Blonde                                                   | 1983                  | 06-08-1983            | 10              | 7            | nr. 13 in de Single Top 100               |
| The Second Time                                               | 1984                  | 20-10-1984            | 24              | 6            | nr. 23 in de Single Top 100               |
| The Touch                                                     | 1985                  | 19-01-1985            | 20              | 6            | nr. 34 in de Single Top 100 / Alarmschijf |
| Rage to Love                                                  | 1985                  | 20-04-1985            | tip13           | -            |                                           |
| Schoolgirl                                                    | 1985                  | 05-07-1985            | tip9            | -            | nr. 36 in de Single Top 100               |
| You Keep Me Hangin' On                                        | 1987                  | 10-01-1987            | 17              | 7            | nr. 17 in de Single Top 100               |
| Another Step                                                  | 1987                  | 16-05-1987            | -               | -            | nr. 95 in de Single Top 100               |
| Hey Mister Heartache                                          | 1988                  | 11-06-1988            | 37              | 3            | nr. 35 in de Single Top 100               |
| You Came                                                      | 1988                  | 10-09-1988            | 13              | 8            | nr. 11 in de Single Top 100               |
| Never Trust a Stranger                                        | 1988                  | 12-11-1988            | 4               | 12           | nr. 3 in de Single Top 100                |
| Four Letter Word                                              | 1989                  | 04-02-1989            | 8               | 7            | nr. 9 in de Single Top 100 / Alarmschijf  |
| It's Here                                                     | 1990                  | 05-05-1990            | tip5            | -            | nr. 39 in de Single Top 100               |
| Love Is Holy                                                  | 1992                  | 16-05-1992            | 18              | 7            | nr. 21 in de Single Top 100               |
| Who Do You Think You Are?                                     | 1992                  | 01-08-1992            | tip10           | -            | nr. 66 in de Single Top 100               |
| If I Can't Have You                                           | 1993                  | 14-08-1993            | 23              | 6            | nr. 18 in de Single Top 100               |
| Breaking Away                                                 | 1995                  | 14-10-1995            | tip11           | -            |                                           |
| Anyplace, Anywhere, Anytime                                   | 2003                  | 13-09-2003            | 1(5wk)          | 19           | met Nena / nr. 1 in de Single Top 100     |
| You Came (2006)                                               | 2006                  | 16-09-2006            | 26              | 7            |                                           |

| Single met hitnotering(en) in de Vlaamse Ultratop 50 | Datum van verschijnen | Datum van binnenkomst | Hoogste positie | Aantal weken | Opmerkingen    |
| ---------------------------------------------------- | --------------------- | --------------------- | --------------- | ------------ | -------------- |
| Kids in America                                      | 1981                  | 18-04-1981            | 4               | 13           |                |
| Chequered Love                                       | 1981                  | 27-06-1981            | 2               | 12           |                |
| Cambodia                                             | 1981                  | 12-12-1981            | 2               | 18           |                |
| View from a Bridge                                   | 1982                  | 24-04-1982            | 4               | 10           |                |
| Child Come Away                                      | 1982                  | 20-11-1982            | 25              | 4            |                |
| Love Blonde                                          | 1983                  | 13-08-1983            | 7               | 8            |                |
| Dancing in the Dark                                  | 1983                  | 19-11-1983            | 11              | 4            |                |
| House of Salome                                      | 1983                  | 07-07-1984            | 36              | 2            |                |
| The Second Time                                      | 1984                  | 20-10-1984            | 15              | 6            |                |
| The Touch                                            | 1984                  | 26-01-1985            | 20              | 6            |                |
| You Keep Me Hangin' On                               | 1986                  | 25-10-1986            | 16              | 7            |                |
| You Came                                             | 1988                  | 27-08-1988            | 10              | 11           |                |
| Never Trust a Stranger                               | 1988                  | 12-11-1988            | 6               | 14           |                |
| Four Letter Word                                     | 1988                  | 28-01-1989            | 9               | 10           |                |
| It's Here                                            | 1990                  | 09-06-1990            | 32              | 1            |                |
| Love Is Holy                                         | 1992                  | 13-06-1992            | 23              | 7            |                |
| If I Can't Have You                                  | 1993                  | 14-08-1993            | 6               | 12           |                |
| Loved                                                | 2001                  | 24-11-2001            | 7               | 12           |                |
| Anyplace, Anywhere, Anytime                          | 2002                  | 18-10-2003            | 2               | 19           | met Nena       |
| You Came (2006)                                      | 2006                  | 09-09-2006            | 33              | 5            |                |
| Perfect Girl                                         | 2006                  | 02-12-2006            | tip16           | -            |                |
| Superstars                                           | 2013                  | 28-09-2013            | tip27           | -            | met Born Crain |
| Pop Don't Stop                                       | 2018                  | 03-03-2018            | tip             | -            |                |
| Kandy Krush                                          | 2018                  | 07-04-2018            | tip             | -            |                |

### NPO Radio 2 Top 2000
| Nummers met noteringen in de NPO Radio 2 Top 2000 | '99 | '00  | '01  | '02  | '03  | '04  | '05  | '06  | '07  | '08  | '09  | '10  | '11  | '12  | '13  | '14  | '15  | '16  | '17  | '18  | '19  | '20  | '21  | '22  | '23  | '24  |
| ------------------------------------------------- | --- | ---- | ---- | ---- | ---- | ---- | ---- | ---- | ---- | ---- | ---- | ---- | ---- | ---- | ---- | ---- | ---- | ---- | ---- | ---- | ---- | ---- | ---- | ---- | ---- | ---- |
| Anyplace, Anywhere, Anytime (met Nena)            | ×   | ×    | ×    | ×    | -    | -    | 856  | 380  | 811  | 868  | 753  | 736  | 795  | 664  | 699  | 779  | 881  | 999  | 969  | 838  | 914  | 900  | 894  | 985  | 918  | 950  |
| Cambodia                                          | 559 | 423  | 513  | 768  | 603  | 919  | 975  | 1131 | 1105 | 922  | 1175 | 1037 | 1268 | 1335 | 1307 | 1255 | 1225 | 1213 | 1126 | 1142 | 1305 | 1283 | 1320 | 1229 | 1252 | 1275 |
| Chequered Love                                    | -   | 1058 | -    | -    | -    | -    | -    | -    | -    | -    | -    | -    | -    | -    | -    | -    | -    | -    | -    | -    | -    | -    | -    | -    | -    | -    |
| Kids in America                                   | -   | 728  | 1614 | 1930 | 1211 | 1134 | 1101 | 1576 | 1746 | 1409 | -    | -    | -    | -    | -    | -    | -    | -    | -    | 1883 | -    | -    | -    | -    | -    | -    |
| Never Trust a Stranger                            | -   | 747  | -    | -    | -    | -    | -    | -    | -    | -    | -    | -    | -    | -    | -    | -    | -    | -    | -    | -    | -    | -    | -    | -    | -    | -    |

1. ↑  Een '-' betekent dat het nummer niet was genoteerd, een '×' betekent dat het nummer nog niet was uitgebracht en een vetgedrukt getal geeft de hoogste notering van een nummer aan.